# دليب كومار
دليب كومار (بالهندية: दिलीप कुमार) واسمه الحقيقي محمد يوسف خان من مواليد 11 ديسمبر 1922 في مدينة بيشاور باكستان هو ممثل هندي مشهور لعب خلال مشواره الفني الذي امتد قرابة الخمسين عاما في أكثر من ستين فيلما هنديا، حيث كان أول أفلامه سنة 1944 بعنوان جوار بهاطا.
يعتبر كومار أحد أساطير السينما الهندية، بإجماع الجماهير والنقاد، كما يعد أول فنان يفوز بجوائز فيلم فير المرادفة للأوسكار في الهند والأكثر تتويجا بها عن فئة أفضل ممثل مناصفة مع الممثل الهندي شاروخان بثمانية جوائز لكل منهما كما فاز بجائزة دادساهب فالك سنة 1994 من طرف الحكومة الهندية تقديرا لأعماله.
اعتزل التمثيل بعد آخر أفلامه كيلا سنة 1998.

## روابط خارجية
- دليب كومار على موقع IMDb (الإنجليزية)
- دليب كومار على موقع الموسوعة البريطانية (الإنجليزية)
- دليب كومار على موقع روتن توميتوز (الإنجليزية)
- دليب كومار على موقع ألو سيني (الفرنسية)
- دليب كومار على موقع ميوزك برينز (الإنجليزية)
- دليب كومار على موقع أول موفي (الإنجليزية)
- دليب كومار على موقع قاعدة بيانات الفيلم (الإنجليزية)
- دليب كومار على موقع كينوبويسك (الروسية)